# Río Itonomas
Der Río Itonomas (auch: Itonamas) ist ein Fluss im Tiefland des südamerikanischen Binnenstaates Bolivien. Der Name des Flusses leitet sich her vom Volk der Itonama, die zu vorspanischer Zeit in der Region der heutigen Ortschaft Magdalena ihr Siedlungsgebiet gehabt haben.
Der Río Itonomas hat eine Länge von 1493 km. In dieser Längenangabe ist berücksichtigt, dass der Fluss in seinem Gesamtverlauf – wie in Bolivien häufig üblich – von der Quelle bis zur Mündung unterschiedliche Namen trägt. Der Fluss heißt in seinem Oberlauf Río San Julián, im Mittellauf Río San Pablo und im Unterlauf Río Itonomas; auch der Name San Miguel für Teile des Flussabschnittes ist gebräuchlich.

## Río San Julián
Der Río San Julián als Oberlauf des Río Itonomas entspringt in einer Höhe von 253 m im Municipio San José de Chiquitos in der Provinz Chiquitos im Departamento Santa Cruz. Der Ursprung des Flusses liegt am Zusammenfluss des Río Quimome mit dem Río Santa María und fließt dann in weitgehend nordwestlicher Richtung als Río San Julián weiter.
In Jahren und Jahreszeiten mit vergleichsweise hohem Niederschlagsaufkommen ist der Río Itonomas über den Río Quimome zusätzlich noch mit dem großen Feuchtgebiet der Bañados de Izozog verbunden, in dem der 500 km lange Río Parapetí versickert, dessen Ursprünge im südlichen bolivianischen Altiplano liegen. Addiert man die Gesamtlänge dieses Flusssystems, dann hat der Río Parapetí-Río Quimome-Río Itonomas eine Länge von insgesamt mehr als 2000 Kilometern.
Auf den ersten 350 Kilometern durchquert der Río Itonomas/Río San Julián die Savannenregion der Chiquitanía, die westlich des Flusses in den letzten Jahrzehnten landwirtschaftlich intensiv erschlossen worden ist, während das Bergland östlich des Flusses nur dünn besiedelt und noch kaum erschlossen ist.
Nach den ersten 72 Kilometern tritt der Río San Julián in das Municipio San Miguel in der Provinz José Miguel de Velasco, ein und vier Kilometer später in das Municipio Cuatro Cañadas, und auf den folgenden 89 Kilometern markiert der Fluss die Grenze zwischen diesen beiden Landkreisen. Bei Kilometer 109 erreicht der Fluss in einer Kette von drei aufeinanderfolgenden Seen die Laguna San Joaquín, die eine Länge von vier und eine maximale Breite von drei Kilometern hat und auf einer Höhe von 248 m liegt. Fünfzehn Kilometer weiter flussabwärts mündet von links aus südwestlicher Richtung kommend der Río Tunas in den Río San Julián.
Bei Kilometer 165 verlässt der Fluss das Municipio San Miguel und bildet auf den folgenden 121 Kilometern bis zur Mündung des Río Zopocoz Norte die Grenze zwischen dem Municipio San Antonio de Lomerío und dem Municipio Concepción in der Provinz Ñuflo de Chávez. Der Fluss durchquert dann das Municipio Concepción in nordwestlicher Richtung und tritt nach 335 Kilometern in das Municipio San Julián ein, wo der Fluss bei Kilometer 407 mit San Ramón die erste städtische Ansiedlung erreicht.
Bei Kilometer 458 tritt der Fluss in das Municipio El Puente und die Provinz Guarayos ein und erreicht die Stadt El Puente nach insgesamt 540 Kilometern Flusslauf. Der Río San Julián durchquert das Municipio in nordwestlicher Richtung und erreicht wenige Kilometer nordwestlich der Laguna Socorro die Grenze zum Municipio Ascención de Guarayos und nach insgesamt 681 Kilometern die Ortschaft San Pablo de Guarayos, die dem Fluss auf den folgenden 440 Kilometern seinen Namen gibt.

## Río San Pablo
Der Río San Pablo verlässt San Pablo de Guarayos in westlicher Richtung und bildet noch 14 Kilometer die Grenze zwischen den Municipios El Puente und Ascención, bevor er bei Kilometer 695 in das Departamento Beni eintritt. Auf den folgenden 292 Kilometern markiert der Río San Pablo die Grenze zwischen den Departamentos Santa Cruz und Beni, mit dem Municipio Ascención in der Provinz Guarayos auf der östlichen Seite des Flusses, und dem Municipio San Andrés in der Provinz Marbán auf der westlichen Seite. Auf diesem Weg durch die Ebene der Llanos de Guarayos passiert der Río San Pablo die Ortschaften Santa María de Guarayos (Kilometer 747) auf der östlichen Flussseite und Puente San Pablo (Kilometer 892) auf der westlichen Flussseite.
Nach insgesamt 987 Kilometern verlässt der Fluss das Departamento Santa Cruz an der Mündung des Río Negro de Caimanes in den Río San Pablo und durchquert nun das Municipio San Javier in der Provinz Cercado in nördlicher Richtung. Nach weiteren 96 Kilometern erreicht der Fluss das Municipio Huacaraje in der Provinz Iténez, um nach weiteren 41 Kilometern endgültig den Namen Río Itonomas anzunehmen, wo von links der eher unbedeutende Nebenfluss Río San Luis mündet.

## Río Itonomas (im engeren Sinne)
Die restlichen 371 Kilometer seines Laufes bis zur Mündung in den Río Iténez durchquert der Fluss in der Provinz Iténez die Moxos-Ebene (spanisch: Llanos de Moxos), eine mehr als 100.000 km² große Überschwemmungssavanne im Beni-Tiefland. Einzige größere Ortschaft in dieser Region ist die Stadt Magdalena im gleichnamigen Municipio Magdalena, 225 Kilometer vor der Mündung des Itonomas. Wichtige Nebenflüsse des Itonomas sind der Río Lopez, der von Osten kommend die Stadt Huacaraje passiert und siebzehn Kilometer flussabwärts in den Itonomas mündet; und der Río Machupo, der sich zwanzig Kilometer vor der Mündung in den Río Iténez mit dem Río Itonomas vereinigt.
Der Río Itonomas in seiner gesamten Länge von 1493 Kilometern ist ein Fluss mit starker Mäander-Bildung, sowohl im Oberlauf, im Mittellauf als auch im Unterlauf ist er durch eine unendliche Vielzahl von Flussschlingen und Altarmen gekennzeichnet. Diese Tatsache lässt sich schon daraus schließen, dass die Mündung des Flusses nur knapp 650 Kilometer Luftlinie von seinem Ursprung nahe der Laguna Concepción entfernt liegt und das Gesamtgefälle auf der gesamten Strecke nur 120 Meter beträgt.